# Liste des lieux de la Comté
Le ou la Comté (selon les traductions) est une région fictive du légendaire de J. R. R. Tolkien, apparaissant notamment dans son roman Le Seigneur des anneaux.
- Haut – A
- B
- C
- D
- E
- F
- G
- H
- I
- J
- K
- L
- M
- N
- O
- P
- Q
- R
- S
- T
- U
- V
- W
- X
- Y
- Z

## B
- Belleau dans la traduction de Daniel Lauzon, Lèzeau (traduction de Francis Ledoux, Bywater en anglais) est un village au sud est de Hobbiteville et proche de la Pierre des Trois Quartiers. L'Eau passe au nord du village où elle forme un plan d'eau, l'étang de Belleau. Le village est réputé pour son auberge, le Dragon Vert. Au retour de Frodo Bessac, la ville est le théâtre de la plus grande bataille du Comté, la bataille de Belleau, le 3 novembre 3019 du Troisième Âge. Elle oppose les hommes de Sharkey aux Hobbits qui se révoltent contre l'oppression de celui-ci, sous l'impulsion des quatre Hobbits de la Fraternité de l'Anneau.
- la forêt de Bindbole : ancienne traduction du Bois de Serretronc.
- Blaireautières (Brockenborings ou Bronckenbores en anglais, « Trougrisards » chez Ledoux) est un village du Quartier Est, situé dans les collines de Scarrie, qui, durant la guerre de l'Anneau, sert de quartier général aux rebelles de Fredegar Bolgeurre.
- Blanche Source (Whitwell en anglais) est un village mentionné par Peregrin Touc comme étant situé près de Tocquebourg. Il n'apparaît pas sur la carte de Christopher Tolkien. Karen Wynn Fonstad le situe sur la route partant du Carrefour vers le sud, à l'endroit où celle-ci se divise pour rejoindre la Côte-aux-Touc[1].
- Blancs Sillons (Whitfurrows en anglais) est un village du Quartier Est.
- Bollegué (Budgeford en anglais, « Gué du Pont » dans la traduction de Francis Ledoux) est un village du Quartier Est situé dans la prairie des Champs-du-Pont, près du Grand Chemin de l'Est et du village de Blancs Sillons. Par celui-ci passe un chemin qui va jusqu'à Scarrie et Blaireautières. C'est le lieu d'origine de la famille Bolgeurre[2].
- Bourdeneuve (Nobottle) est un village du Quartier Ouest. Son nom a le même sens que Newbold ou Nobold : « nouvelle demeure » (new + bold). L'élément -bottle, que l'on retrouve dans Hardbottle, n'est pas lié à l'anglais bottle « bouteille »[3]. Un hameau nommé Nobottle (en) existe dans le Northamptonshire.
- Bourg-de-Touque : ancienne traduction, par Francis Ledoux de Tocquebourg (Tuckborough).
- Bourgneuf : ancienne traduction de Ferténeuf.
- Le Bout des Bois : ancienne traduction de Pointe-aux-Bois.

## C

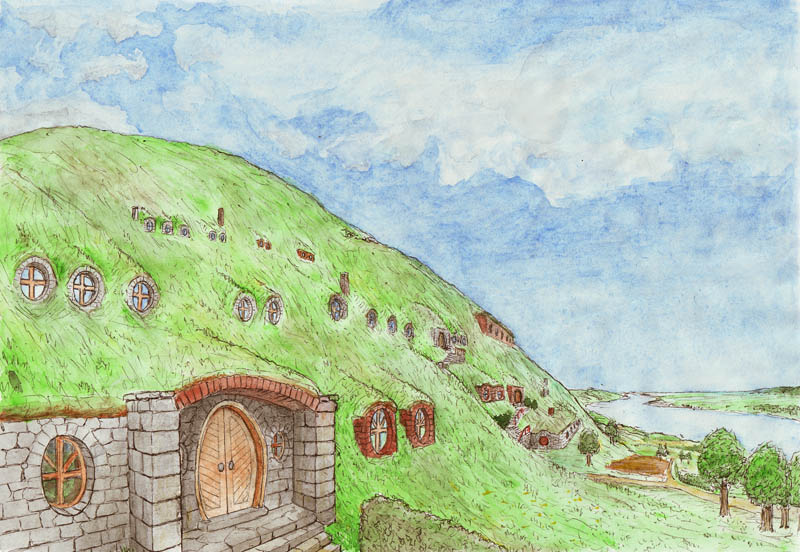
Castel Brandy

- Castel Brandy (Brandy Hall dans la version originale de Tolkien, « Château-Brande » dans la première  traduction de Francis Ledoux) est situé dans le Pays de Bouc, à l'est de la Comté, près du Brandivin. La famille Brandebouc y habite, et Frodon y passa son enfance.
- Les Champs du Pont (Bridgefields en anglais) sont une région située entre Blancs Sillons et le Brandivin, le long du cours de l'Eau.
- Champfunel (Tighfield en anglais, « Champtoron » dans l'ancienne traduction) est un village du Quartier Ouest.
- Champtoron : ancienne traduction de Champfunel.
- le ruisseau Chardonneux (Thistle Brook en anglais, « ruisseau aux Chardons » dans l'ancienne traduction) est un ruisseau du Quartier Est.
- Châteaubouc : ancienne traduction de Fertébouc.
- Château-Brande : autre nom français de Castel Brandy
- La Rivière du Comté (Shirebourn en anglais) est une rivière du Quartier Est. Elle prend sa source dans les Côtes Vertes et coule ensuite vers le sud puis le sud-est. Vers Fondreau-les-Saules, elle rejoint le ruisseau d'Estoc, partant vers l'est jusqu'à rejoindre le Brandivin.
- Coteau-de-Touque : ancienne traduction de la Côte-aux-Touc.
- Les Coteaux du Lointain (Far Downs en anglais, « Hauts Reculés » chez Francis Ledoux) sont situés entre les collines de la Tour, à l'ouest, et les Côtes Blanches, à l’est. Ils formaient initialement la frontière occidentale du Comté, mais après son expansion en 32 Q. Â., ils sont inclus dans celle-ci et annexés au Quartier Ouest. C'est dans les Coteaux du Lointain que se situe le hameau de Verte-Île (Greenholm).
- Côte-aux-Touc (Tookbank en anglais, « Coteau-de-Touque » dans l'ancienne traduction) est un village à l'ouest de Tocquebourg, dans les Côtes Vertes.
- Côtes Blanches (White Downs en anglais, « Hauts Blancs » dans l'ancienne traduction) sont situés dans le Quartier Ouest, à l'est des Coteaux du Lointain. C'est dans les Hauts Blancs que se trouve la ville de Grande Creusée.
- Courtavoine (Oatbarton en anglais) un village situé dans le Quartier Nord. Son nom se décompose en oat « avoine » et barton, un élément fréquent en toponymie anglaise, qui dérive du vieil anglais beretūn « ferme à grain, grange »[3].
- Cul-De-Sac (Bag-End en anglais) Située à Hobbitville, Résidence de Bilbo et Frodo Puis de Sam. Théâtre du début et fin du Hobbit et du Seigneur  des Anneaux.
- Le Creux-aux-Saules : ancienne traduction de Fondreau-les-Saules.
- Le Creux-de-Crique : ancienne traduction de Creux-le-Cricq.
- Creux-le-Cricq (Crickhollow en anglais, « Creux-de-Crique » dans l'ancienne traduction) est un smial situé au cœur du Pays-de-Bouc, édifié par des Brandibouc comme demeure destinée aux parents ou amis désireux de s'éloigner un peu de Castel Brandy. Il est racheté par Frodo Bessac au début du Seigneur des anneaux, afin de justifier le voyage vers l'est qui doit le conduire jusqu'à Fendeval.

## D
- Dwaling est le nom anglais parfois conservé en français du village Follogis.

## E
- L'Eau (The Water) est une rivière qui naît dans le Quartier Ouest du Comté, la traverse et se jette à l'est dans le Brandivin. Les villages de Hobbiteville et de Belleau sont bâtis sur ses rives.
- Estoc (Stock en anglais) est un village du Quartier Est situé au confluent de la rivière d'Estoc et du Brandivin. On y trouve la Perche Dorée, une maison réputée pour son excellente bière[4].

## F
- Faverolle (Bamfurlong en anglais, « La Haricotière » dans l'ancienne traduction) est le domaine du fermier Magotte (Farmer Maggot), près de la frontière orientale du Comté, sur la rive ouest du Brandivin. La ferme de Faverolle se situe dans la région située au sud de la Marêche. La nature marécageuse du terrain explique qu'il s'agisse d'une habitation de surface et non d'un traditionnel trou de hobbit. Tolkien lui-même a expliqué qu'il a choisi[5] le nom de Bamfurlong en référence à un terme vieil-anglais signifiant à peu près : « champ de haricots » : « Bamfurlong. Un nom de lieu anglais, probablement de bean (haricot) et furlong (dans le sens de division d'un champ ordinaire), le nom étant donné à une bande de terrain habituellement réservée à la culture des haricots. C'est le nom de la ferme du fermier Magotte. Il est à présent dénué de signification particulière comme on suppose qu'il le fut en ce temps-là dans le Comté. Le transcrire tel quel semble acceptable, mais un nom composé contenant le mot de « haricot » et celui de « champ » ou « terrain cultivé » serait préférable »[6]. D'autres étymologies du mot Bamfurlong sont possibles[7] : Bam viendrait du gotique (langue que Tolkien connaissait bien) bagms signifiant « poutre, potence » (Bamfurlong pourrait alors évoquer les poutres sur lesquelles les anciens installaient la charpente des toits de leurs fermes, et suggère que Estoc serait un village de charpentiers), et furlong[8] désignerait l'unité de distance anglo-saxonne de (201,16 m).
- Fertébouc (Bucklebury en anglais[Note 1], « Châteaubouc » dans l'ancienne traduction) est le principal village du Pays-de-Bouc. Il est délimité par le Brandivin et une haie édifiée le long de l'orée de la Vieille Forêt, jusqu'au confluent du Brandivin et de l'Oserondule. Frodo et Merry en sont originaires. Frodo feint de venir s'y installer quand il vend Cul-de-Sac et veut fuir le Comté.
- Ferténeuf (Newbury en anglais, « Bourgneuf » dans l'ancienne traduction) est un village du nord du Pays-de-Bouc. Newbury est également le nom d'une ville du Berkshire[3].
- Fin-de-Barrière : ancienne traduction de Finhaie.
- Finhaie (Haysend en anglais, « Fin-de-Barrière » dans l'ancienne traduction) est un lieu-dit situé au sud du Pays-de-Bouc. Comme son nom l'indique, il se trouve à proximité de l'extrémité sud de la Haute Haie, là où celle-ci rejoint le Brandivin.
- Le village de Follogis (en anglais Dwaling) se trouve dans le nord-est de la Comté, à un emplacement incertain (il n'apparaît pas sur la carte de Christopher Tolkien). Son nom rappelle l'anglais dwelling (« demeure »), mais Tolkien explique plutôt le nom comme faisant référence à un établissement fondé par les descendants d'un nommé Dwale (lié à l'anglais vieillot dwale « inintéressant »)[3].
- Fondreau-les-Saules (Willowbottom en anglais, « le Creux-aux-Saules » dans l'ancienne traduction) est un village du Quartier Est, situé au confluent du 	Ruisseau Chardonneux et de la Rivière du Comté.
- Fondreaulong (Longbottom en anglais, « Longoulet » chez Ledoux) est un village du Quartier Sud. C'est l'endroit où Tobold Sonnecornet introduit, vers 2670 du Troisième Âge, la culture de l'herbe à pipe dans le Comté, cultivant les trois variétés les plus connues dans son jardin : la Feuille de Fondreaulong, l'Étoile du Sud et le Vieux Tobie[9].
- Fondtombe : ancienne traduction de Grandcroix.

## G
- Gamwich est un village du Quartier Ouest, lieu d'origine de la famille Gamgie, situé au nord de Champfunel.
- Girdley est le nom anglais d'une île traduite par Daniel Lauzon comme Isle-Ceinte (d'autres traductions parlent « d'île Girdley »).
- Grand'Cave est l'ancienne traduction de Grande Creusée.
- Grande Creusée (Michel Delving en anglais, « Grand'Cave » dans l'ancienne traduction) est la capitale du Comté, elle est située dans les Côtes Blanches, dans le Quartier Ouest, au sud de Petite-Creusée. La Foire Libre (Free Fair) s'y tient.
- Grandcroix (Deephallow en anglais, « Fondtombe » dans la traduction de Ledoux) est un village du Quartier Est situé au confluent de la Rivière du Comté et du Brandivin.
- Grenouillers (Frogmorton en anglais, « Lagrenouillère » chez Ledoux) un village situé sur la Route de l'Est, entre Blancs Sillons et Lèzeau. Son nom se décompose en frog « grenouille » + moor « région marécageuse » + town « ville », et dérive selon Tolkien d'une forme plus ancienne froggan-mere-tun signifiant « le village près de l'étang aux grenouilles »[10].
- Gué du Pont : ancienne traduction de Bollegué.

## H
- La Haute Haie ou Haute barrière (High Hay ou The Hedge en anglais) isole le Pays-de-Bouc de la Vieille Forêt.
- Les Hauts Blancs : ancienne traduction des Côtes Blanches.
- Les Hauts Reculés : ancienne traduction des Coteaux du Lointain.
- La Haricotière : ancienne traduction de Faverolle. Le nom français de la ferme, « La Haricotière », a été choisi par Francis Ledoux en ajoutant au mot « haricot » le suffixe « –ière » pour exprimer l’idée de terre cultivée. Le français dispose de deux suffixes pour désigner l'endroit où pousse une plante : -aie (le plus courant) et –ière (qui insiste sur le caractère artificiel du groupement végétal).
- Le marais d'Herberesque (Rushock Bog en anglais) est situé sur le cours de l'Eau, en amont de Hobbiteville et en aval de Trou de l'aiguille, dans le Quartier Ouest. Ce nom est également porté par deux villages anglais : Rushock, dans le Worcestershire, et Rushock, dans l'Herefordshire[11].
- Hobbiteville (Hobbiton en anglais, « Hobbitville » ou « Hobbitebourg » dans les traductions de Francis Ledoux) est le village le plus ancien de la Comté et le seul foyer de population hobbite jusqu'en l'an 1615 du Troisième âge, situé au sud de Suscolline et au nord-ouest de Belleau et s'étendant des deux côtés de L'Eau. C’est là que se trouve le grand smial de Cul-de-Sac (Bag-end), dans la rue du Jette-Sac (Bagshot Row, « Chemin des Trous-du-Talus » dans l'ancienne traduction), foyer de Bilbon et Frodon Sacquet et de Samsagace Gamgie, lieu où commencent et s'achèvent les romans Le Hobbit et Le Seigneur des anneaux.

## I
- Isle-Ceinte (Girdley Island en anglais) se trouve sur le cours du Brandivin, au nord du Pont du Brandivin, dans le Quartier Est. Son nom vient probablement de ce qu'elle est « ceinturée » (girdle) par le fleuve ; le suffixe -ey signifiant « petite île »[3].

## L

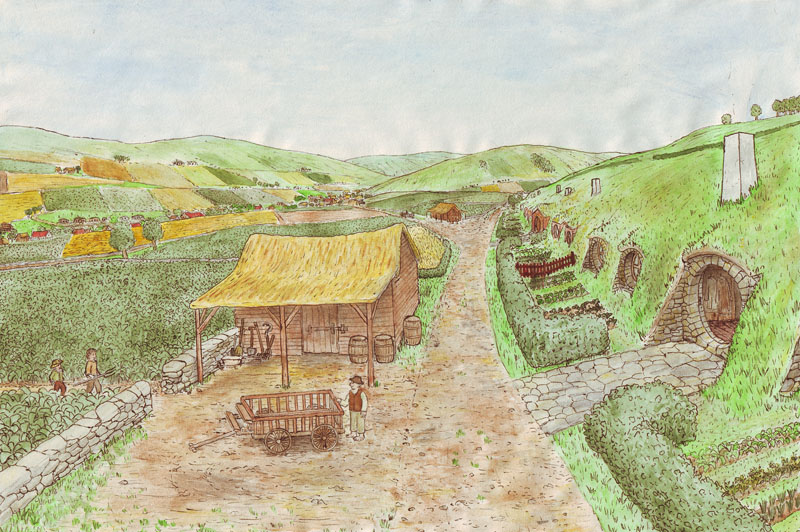
Longoulet

- Lagrenouillère : ancienne traduction de Grenouillers.
- Lèzeau : ancienne traduction de Belleau.
- Long Cleeve est un village du Quartier Nord de la Comté. C'est de là que vient Diamond, l'épouse de Peregrin Touc.
- Longoulet : ancienne traduction de Fondreaulong.

## M
- La Marêche (Marish en anglais, « le Maresque » chez Ledoux) est une région marécageuse du Quartier Est du Comté. C'est une région agricole. Les hobbits qui y vivent sont réputés pour avoir du sang fort. Les villages d'Estoc et Rouchant s'y trouvent.
- Le Maresque : ancienne traduction de la Marêche.

## N
- Nobottle est le nom anglais de Bourdeneuve. Il n'apparaissait pas sur la carte de l'édition de 1954 et n'a été réintroduit qu'en 2004.

## O
- Oatbarton est le nom anglais parfois conservé en français de Courtavoine.

## P
- Par-delà-la-Colline est l'ancienne traduction de Suscolline.
- Petite Cave est l'ancienne traduction de Petite-Creusée.
- Petite-Creusée (Little Delving en anglais, « Petite Cave » chez Ledoux) est un village situé dans les Côtes Blanches du Quartier Ouest, au nord de Grande Creusée.
- Picoin (Pincup en anglais) est un village du Quartier Sud, situé sur le versant sud des Côtes Vertes. Son nom dérive de pinnuc, pink « pinson, moineau » + hop « refuge, retraite »[11].
- La Pierre des Trois Quartiers (Three-Farthing Stone en anglais), marque le point où les frontières des quartiers de l'Est, de l'Ouest et du Sud se rejoignent. C'est le centre approximatif du Comté.
- Pierrefonds (Standelf en anglais) est un village du Pays-de-Bouc. Son nom dérive du vieil anglais stān « pierre » et delf « mine, carrière »[11]. Il semble s'agir du point le plus au sud desservi par la route qui traverse du nord au sud le Pays-de-Bouc[12].
- Pincup est le nom anglais de Picoin. Il n'apparaissait pas sur la carte de l'édition de 1954 et n'a été réintroduit qu'en 2004.
- Pointe-aux-Bois (Woody End en anglais, « Bout des Bois » dans l'ancienne traduction) est une forêt située dans le Quartier de l'Est de la Comté. L'Elfe Gildor y habite.

## R

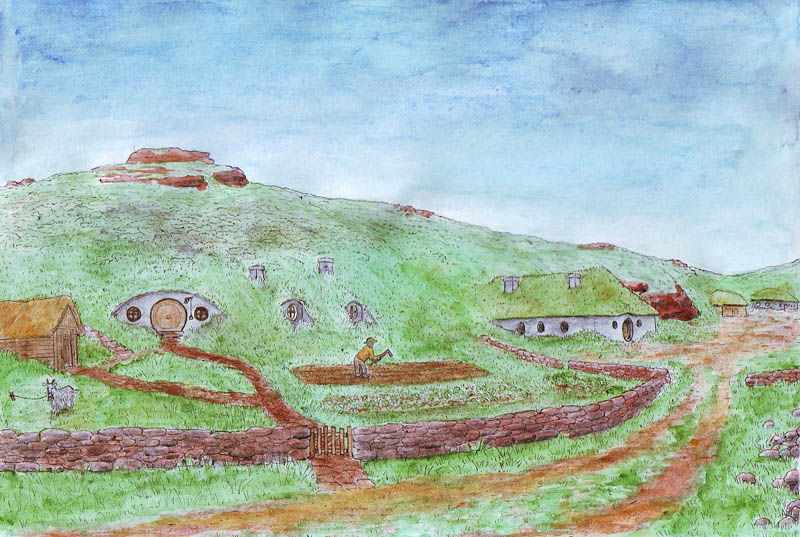
Roccreux

- Roccreux (Hardbottle en anglais) est le village où vit la famille Serreceinture, à laquelle appartient Lobelia Bessac-Descarcelle. Karen Fonstad le situe dans le sud des Côtes Blanches[13], mais Tolkien a indiqué qu'il se trouve en fait « dans le rocailleux Quartier Nord »[14].
- Rouchant (Rushey en anglais, « Soldur » chez Ledoux) est un village de la Marêche, dans le Quartier Est.
- Rushock est le nom anglais parfois utilisé en français du marais d'Herberesque.

## S
- Le village de Scarrie (Scary) est situé dans le Quartier Est, au sud des collines de Scary. Le nom est dénué de sens, mais Tolkien indique qu'il est censé contenir l'anglais dialectal scar « falaise rocheuse »[15].
- Les collines de Scarrie (Scary Hills) sont situées dans le Quartier Est, et s'étendent depuis le fleuve Baranduin jusqu'à proximité de la frontière du Quartier Nord. Les villages de Scarrie et de Blaireautières se situent à leur orée sud, ainsi qu'une carrière. Durant l'invasion du Comté par Saruman, elles ont servi de refuge aux rebelles de Fredegar Bolgeurre.
- Le Bois de Serretronc (« forêt de Bindbole » dans l'ancienne traduction, Bindbole Wood en anglais) s'étend dans le Quartier Nord du Comté. Selon Christopher Tolkien, il existe un véritable lieu en Angleterre portant ce nom. Wayne Hammond et Christina Scull proposent de décomposer le nom en bind « lier » et bole « tronc d'arbre »[16], d'où la traduction adoptée par Daniel Lauzon.
- Soldur : ancienne traduction de Rouchant.
- Standelf est le nom anglais parfois conservé en français de Pierrefonds.
- Stock est le nom anglais parfois conservé en français d'Estoc.
- Suscolline (Overhill en anglais, « Par-delà-la-Colline » chez Ledoux) est un village au nord de la colline de Hobbiteville. Y vit Halfast, cousin de Samsaget Gamgie, aimant la chasse, qui fut l'un des hobbits à voir près des frontières du Comté un être qui pourrait être un Ent[17].

## T
- Tocquebourg (Tuckborough en anglais, « Bourg-de-Touque » dans la première traduction) est un autre des villages les plus anciens du Comté, situé dans le Pays-de-Touc dans les Côtes Vertes, à l'est de la Côte-aux-Touc et proche de la frontière du Quartier Sud. À Tocquebourg se trouvent les Grands Smials, la résidence des Thains, et c'est le lieu de réunion de l'Assemblée du Comté. Dans sa bibliothèque sont conservés quelques-uns des livres les plus importants pour les hobbits, comme Peaujaune, qui reprend l'histoire et la généalogie de la famille Touc[18].
- Les collines de la Tour (Tower Hills en anglais) occupent une région de l'ouest du Comté, près du golfe de Lhûn, en Eriador. Leur nom en sindarin est Emyn Beraid. Elles sont situées à environ 30 milles númenóréens à l'est Havres Gris et à environ 50 milles (80 km) à l'ouest des Côtes Blanches[19]. En haut de ces collines étaient bâties autrefois trois tours elfiques, bâties au cours du Deuxième Âge dont la plus haute, nommée Elostirion, a contenu un palantír tourné vers Aman. Les collines de la Tour ont formé autrefois la frontière entre le royaume elfe de Lindon et le royaume d'Arnor. La Grande Route de l'Est qui mène à Fendeval les traverse. Au début du Quatrième Âge, Elanor Gamgie (fille de Samsaget) et son mari Fastred Bellenfant déménagèrent dans les collines de la Tour, fondant la ville de Sous-les-Tours (Undertowers) sur les pentes orientales des collines et devenant les gardiens de la Marche de l'Ouest, quand les collines de la Tour sont devenues la nouvelle frontière occidentale du Comté par le décret du roi Elessar en 1452 D.C. (ou 30 Q. Â.) [20].
- Trou de l'Aiguille (Needlehole en anglais) est un village du Quartier Ouest, situé au nord du marais d'Herberesque, entre le bois de Serretronc à l'est et le hameau de Bourdeneuve à l'ouest.
- Trougrisards est l'ancienne traduction de Blaireautières.

## V
- Le Val (The Yale en anglais) est une petite région du Comté située dans le Quartier Est, au nord de Pointe-aux-Bois ; elle est traversée par la route reliant Tocquebourg à Estoc. Elle est absente de la carte du Comté parue dans la première édition du Seigneur des anneaux et apparaît improprement sous la forme d'un petit village sur la carte de la seconde édition[21].
- Verte-Île (Greenholm) est un village des Coteaux du Lointain, dans le Quartier Ouest.
- Les Collines Vertes sont l'ancienne traduction des Côtes Vertes.
- Les Côtes Vertes (Green Hill en anglais, « Collines Vertes » chez Ledoux) s'étendent du Quartier Ouest au Quartier Est, en passant par celui du Sud, pénétrant dans la Pointe-aux-Bois. Les terres qu'elles occupent ont été nommées le Pays des Côtes Vertes, dans lequel est situé le Pays-de-Touc et les villages de Côte-aux-Touc, Tocquebourg et Picoin. Dans ces collines naît la rivière du Comté et le ruisseau Chardonneux.

### Note
1. ↑  Il existe un village réel du nom de Bucklebury, dans le Berkshire.